# بريكنق بنجامين
بريكينج بنيامين (بالإنجليزية: Breaking Benjamin)‏ فرقة روك أمريكية من ويلكس بار، بنسلفانيا. تم إنشائها في عام 1999 من قِبل بينجامين بيرنلي تتكون من بنجامين بيرنلي، آرون بروس، جيسن راش، شاون فويست وكيث والون.

## أعمالها
أصدرت الفرقة ألبومًا في عام 2002 بعنوان ارتوى (بالإنجليزية: Saturate)‏ وفي عام 2004 بعنوان نحن لسنا لوحدنا (بالإنجليزية: We are not alone)‏، وفي العام 2006 بعنوان فوبيا (بالإنجليزية: Phobia)‏ وفي عام 2009 بعنوان عزيزي العذاب (بالإنجليزية: Dear Agony)‏ وفي العام 2011 ألبومًا بعنوان (بالإنجليزية: Shallow Bay: The Best of Breaking Benjamin)‏، وتوقفت الفرقة في نفس العام بسبب مرض بيرنلي وعدم مقدرته للسفر للجولات الغنائية خارج الولايات المتحدة الأمريكية بسبب فوبيا الطيران.
في العام 2014 عادت الفرقة لتسجيل ألبومها الخامس بعنوان (بالإنجليزية: Dark Before Dawn)‏ وتم إصداره في عام 2015 وعملت الفرقة على إصدار ألبوم سادس يسمى (بالإنجليزية: Ember)‏، ليصدر في 18 أبريل لعام 2018.

## روابط خارجية
- بريكنق بنجامين على موقع IMDb (الإنجليزية)
- بريكنق بنجامين على موقع ميوزك برينز (الإنجليزية)
- بريكنق بنجامين على موقع أول ميوزيك (الإنجليزية)
- بريكنق بنجامين على موقع ديسكوغز (الإنجليزية)